# Зуборенко, Александра Юрьевна
Алекса́ндра Ю́рьевна Панькина (в замужестве — Зуборенко; род. 2 января 1972, Быхов) — белорусская гребчиха, выступала за сборную Беларуси по академической гребле во второй половине 1990-х годов. Бронзовый призёр летних Олимпийских игр 1996 года в Атланте, многократная победительница и призёр этапов Кубка мира, республиканских и молодёжных регат. На соревнованиях представляла Могилёвскую область, Заслуженный мастер спорта Республики Беларусь.

## Биография
Александра Панькина родилась 2 января 1972 года в городе Быхове Могилёвской области Белорусской ССР. В детстве занималась лёгкой атлетикой, участвовала в соревнованиях по прыжкам в высоту и по метанию ядра, однако из-за серьёзной травмы колена вынуждена была оставить эти виды спорта. Позже решила попробовать себя в академической гребле, проходила подготовку в могилёвском государственном училище олимпийского резерва, тренировалась под руководством Василия Попова. Первого серьёзного успеха добилась в 1991 году  - стала чемпионкой Спартакиады народов СССР в 1991 году в составе белорусской четверки парной (Е.Ходотович, Е. Хлопцева, Е.Титова, А.Панькина). В 1995 году,  отобралась в основной состав сборной Беларуси и выступала на чемпионате мира в финском городе Тампере в распашных восьмёрках с рулевой, где белорусский экипаж занял 5 -е место и завоевал лицензию на участие в Олимпийских играх 1996 г. в Атланте (США).
Защищала честь страны на летних Олимпийских играх 1996 года в Атланте — в составе команды, куда также вошли гребчихи Марина Знак, Наталья Волчек, Елена Микулич, Валентина Скрабатун, Наталья Стасюк, Тамара Давыденко, Наталья Лавриненко и рулевая Ярослава Павлович, завоевала бронзовую медаль в классе восьмерок с рулевым, пропустив вперёд только экипажи из Румынии и Канады. За это достижение  удостоена почётного звания «Заслуженный мастер спорта Республики Беларусь».
На различных этапах Кубков мира 1997 и 1998 годов Александра Панькина неоднократно становилась победительницей и призёром. В 1998 году  с классе  женских четверок парных  завоевала серебряную медаль  Кубка мира.  На чемпионате мира 1997 года , проходившем во французской Савойе, в классе парных четвёрках заняла 5 -е место, на следующем мировом первенстве, прошедшем в Кёльне в 1998, в той же дисциплине была восьмой.
Имеет высшее образование, в 1999 году окончила Белорусский государственный университет физической культуры. После завершения спортивной карьеры работала тренером по академической гребле в физкультурно -спортивном-обществе «Спартак», тренером-методистом в детско-юношеской спортивной школе,  с 2005 по 2013 год работала   главным специалистом отдела физической культуры, спорта и туризма Могилёвского горисполкома. С сентября 2013 г.  является заместителем директора по основной деятельности  Могилевского областного комплексного центра олимпийского резерва. Замужем за советским и белорусским гребцом Игорем Зуборенко, финалистом (6 -е место) летних Олимпийских игр 1988 года в Сеуле, призером Игр Доброй воли 1990 г. Есть сын  Антон, 2002 года рождения.